# انتفاخ
الانتفاخ أو التورم (بالإنجليزية: Tumescence)‏ هو نوعية أو حالة يكون فيها النسيج متورم أو منتفخ. وعادة ما يشير التورم إلى احتقان طبيعي في الدم (احتقان الأوعية الدموية) للأنسجة القابلة للانتصاب، وهو علامة على الإثارة الجنسية والاستعداد الممكن للنشاط الجنسي. الجهاز الجنسي المتورم في الرجال هو القضيب وفي المرأة هو البظر. فشل التورم هو عكس هذه العملية، في هذه الحالة يغادر الدم الأنسجة القابلة للانتصاب، ويعود إلى حالة الترهل.

## روابط خارجية
- The Female Response – Humboldt Universität zu برلين
- The Male Response – Humboldt Universität zu برلين